# کاوه مهرابی
کاوه مهرابی، فرزند دکتر علی اکبر مهرابی، بدمینتونباز ایرانی است.

## حضور در المپیک
وی در بازی‌های المپیک تابستانی ۲۰۰۸ در پکن چین شرکت کرد.
او نخستین ورزشکار در رشته بدمینتون در خاورمیانه بود که توانست سهمیه حضور در المپیک را کسب کند.
وی در اولین بازی با باخت برابر حریفی از چین تایپه از دور مسابقات کنار رفت.